# Саладін Саїд
Салах Ель Дін Мухамед Саїд, відоміший як Саладін Саїд (амх. ሳላዲን ሰይድ, нар. 29 жовтня 1994, Асоса) — ефіопський футболіст, який грає на позиції нападника в клубі «Сідама Коффі». Відомий за виступами у складі клубу «Сент-Джордж», у складі якого став п'ятиразовим чемпіоном країни, у складі низки закордонних клубів, тривалий час грав також у складі збірної Ефіопії.

## Клубна кар'єра
Саладін Саїд розпочав виступи на футбольних полях у 2005 році в команді Прем'єр-ліги «Мугер Семент» з регіону Оромія. У 2007 році він перейшов до клубу з Аддис-Абеби. Разом із найтитулованішою командою Ефіопії Саладін здобув три поспіль чемпіонські титули, став володарем Кубка Ефіопії у 2011 році, та Суперкубка Ефіопії у 2009 році. У сезоні 2007—2008 років став кращим бомбардиром чемпіонату Ефіопії.
У 2011 році Саладін Саїд став гравцем єгипетського клубу Прем'єр-ліги «Ваді Дегла». У сильнішій єгипетській першості ефіопський форвард вже не завжди був гравцем основного складу, і в 2013 році півроку провів у бельгійському клубі «Льєрс», за який зіграв 5 матчів. Після повернення з Європи Саладін уже частіше почав потрапляти до основі клубу, а у 2014 році ним зацікавився один із найуспішніших єгипетських клубів «Аль-Аглі», після чого Саладін Саїд став гравцем цього каїрського клубу. У 2015 році ефіопський нападник грав у складі алжирського клубу «МК Алжир», щоправда й там не був гравцем основи, зігравши в його складі лише 5 матчів. На початку 2016 року Саладін повернувся до «Сент-Джорджа», де повернув собі місце в основі, двічі став чемпіоном країни та ще раз володарем Кубка Ефіопії. У 2021 році футболіст перейшов до складу іншого ефіопського клубу «Джимма Аба Джифар». З 2022 року Саладін грає у складі клубу «Сідама Коффі».

## Виступи за збірну
У 2007 році Саладін Саїд дебютував у складі збірної Ефіопії. У складі збірної брав участь у матчах відбору до чемпіонату світу 2014 року та у Кубку африканських націй 2013 року. Грав у складі збірної до 2018 року. Усього в складі збірної зіграв 28 матчів, у яких відзначився 14 забитими м'ячами.

## Титули та досягнення
- Чемпіон Ефіопії (5):

«Сент-Джордж»: 2008, 2009, 2010, 2016, 2017
- Володар Кубка Ефіопії (2):

«Сент-Джордж»: 2011, 2016
- Володар Суперкубка Ефіопії (1):

«Сент-Джордж»: 2009
- Кращий бомбардир чемпіонату Ефіопії: 2007—2008 (21 м'яч)